# Kidō butoden G Gundam
Kidō butoden G Gundam (機動武闘伝Gガンダム?, Kidō butoden Jī Gandamu, lett. "Il combattente mobile G Gundam"), anche noto con il titolo Mobile Fighter G Gundam, è una serie televisiva anime di 49 episodi, prodotta dalla Sunrise nel 1994, appartenente al franchise di Gundam.
Mobile Fighter G Gundam fu creata in occasione del 15º anniversario della prima serie Mobile Suit Gundam, anche se con questa non ha nulla a che fare, essendo ambientata in una diversa linea temporale, il Future Century. Diretta da Yasuhiro Imagawa, la serie fu trasmessa su TV Asahi dal 22 aprile 1994 al 31 marzo 1995 e, rispetto alle precedenti opere ambientate nell'Universal Century, appare più una parodia che un omaggio alla creatura di Yoshiyuki Tomino: decine di Gundam, ciascuno in rappresentanza della propria nazione di cui richiama qualcosa nell'aspetto, si sfidano in un torneo di arti marziali per la supremazia nel mondo. La serie fu creata con lo scopo di attirare nell'universo di Gundam un pubblico di giovanissimi.

## Trama
In un lontano futuro le élite terrestri vivono in colonie orbitanti corrispondenti alle vecchie nazioni, mentre il pianeta, devastato ed inquinato, è popolato da masse di reietti abbandonate a sé stesse. Per evitare nuove guerre rovinose, ogni quattro anni si svolge sulla Terra un torneo tra le varie colonie, ognuna delle quali è rappresentata da un robot chiamato Gundam. Alla fine dei combattimenti il Gundam che avrà sconfitto tutti gli altri darà alla sua nazione il diritto di governare.
Gli eventi narrati nella serie hanno luogo nell'anno 60 del Future Century, durante il XIII torneo, ed hanno per protagonista Domon Kasshu, il pilota dello Shining Gundam e poi del God Gundam, campioni di Neo-Japan. Ma Domon, oltre a competere nel torneo, ha intenzione di ritrovare il fratello, fuggito sulla Terra con un misterioso, potentissimo Gundam, il Devil Gundam (in America Dark Gundam), sottratto al governo del suo paese.

## Episodi
| Nº | Giapponese 「Kanji」 - Rōmaji                                                                                        | In onda           | In onda |
| Nº | Giapponese 「Kanji」 - Rōmaji                                                                                        | Giapponese        |         |
| 1  | 「G（ガンダム）ファイト開始! 地球に落ちたガンダム」 - Gandamufaito kaishi! Chikyū ni ochita Gandamu                  | 22 aprile 1994    |         |
| 2  | 「唸れ! 夢を摑んだ必殺パンチ」 - Unare! Yume o tsukarunda hissatsu panchi                                            | 29 aprile 1994    |         |
| 3  | 「倒せ! 魔神ドラゴンガンダム」 - Taose! Majin Doragongandamu                                                         | 6 maggio 1994     |         |
| 4  | 「いざ勝負! 真紅のバラの貴公子」 - Iza shobu! Shinku no bara no kikōshi                                              | 13 maggio 1994    |         |
| 5  | 「大脱走! 囚われのガンダムファイター」 - Dai dassō! Toraware no gandamufaitā                                         | 20 maggio 1994    |         |
| 6  | 「闘えドモン! 地球がリングだ」 - Tatakae Domon! Chikyū ga ringu da                                                   | 27 maggio 1994    |         |
| 7  | 「来るなら来い! 必死の逃亡者」 - Kurunara koi! Hisshi no tōbōsha                                                     | 3 giugno 1994     |         |
| 8  | 「仇は討つ! 復讐の宇宙刑事」 - Kataki wa utsu! Fukushū no uchū keiji                                                 | 10 giugno 1994    |         |
| 9  | 「強敵! 英雄チャップマンの挑戦」 - Kyōteki! Eiyū Chappuman no chōsen                                                 | 17 giugno 1994    |         |
| 10 | 「恐怖! 亡霊ファイター出現」 - Kyōfu! Bōrei faitā shutsugen                                                          | 24 giugno 1994    |         |
| 11 | 「雨の再会…フォーリング・レイン」 - Ame no saikai… fōringu rein                                                      | 1º luglio 1994    |         |
| 12 | 「その名は東方不敗! マスター・アジア見参」 - Sono na wa Tōhō Fuhai! Masutā Ajia kenzan                               | 8 luglio 1994     |         |
| 13 | 「大ピンチ! 敵は5大ガンダム」 - Dai pinchi! Teki wa 5 dai Gandamu                                                    | 15 luglio 1994    |         |
| 14 | 「衝撃! シャイニング・フィンガー敗れたり」 - Shogeki! Shainingu fingā yabure tari                                    | 22 luglio 1994    |         |
| 15 | 「戦士の称号! さらばシャッフル同盟」 - Senshi no shogo! Saraba, Shafuru domei                                        | 29 luglio 1994    |         |
| 16 | 「最強最悪! デビルガンダム現わる」 - Saikyō saiaku! Debirugandamu gen waru                                           | 5 agosto 1994     |         |
| 17 | 「対決! 謎の覆面ファイター」 - Taiketsu! Nazo no fukumen faitā                                                       | 12 agosto 1994    |         |
| 18 | 「必殺技を盗め! 美女軍団の大作戦」 - Hissatsuwaza o nusume! Bijo gundan no daisakusen                                | 19 agosto 1994    |         |
| 19 | 「激闘! ドラゴンガンダム対ボルトガンダム」 - Gekitō! Doragongandamu tai borutogandamu                                | 26 agosto 1994    |         |
| 20 | 「ジョルジュよ、悪夢を打ち砕け!」 - Joruju yo, akumu o uchikudake!                                                   | 2 settembre 1994  |         |
| 21 | 「決勝迫る! タイムリミット3日前」 - Kesshō semaru! Taimurimitto 3-nichi mae                                          | 9 settembre 1994  |         |
| 22 | 「戦士の絆! デビル包囲網を突破せよ」 - Senshi no kizuna! Debiru hōi-mō o toppa seyo                                  | 16 settembre 1994 |         |
| 23 | 「宿命の戦い! ドモン対デビルガンダム」 - Shukumei no tatakai! Domon tai debirugandamu                                | 23 settembre 1994 |         |
| 24 | 「新たなる輝き! ゴッドガンダム誕生」 - Aratanaru kagayaki! Goddogandamu tanjō                                        | 30 settembre 1994 |         |
| 25 | 「決勝開幕! ガンダムファイター大集合」 - Kesshō kaimaku! Gandamufaitā dai shūgō                                      | 7 ottobre 1994    |         |
| 26 | 「新必殺技! 爆熱ゴッド・フィンガー!!」 - Shin hissatsuwaza! Bakunetsu goddo fingā!!                                  | 14 ottobre 1994   |         |
| 27 | 「頑張れドモン! 友に捧げた大勝利」 - Ganbare Domon! Tomo ni sasageta dai shōri                                       | 21 ottobre 1994   |         |
| 28 | 「狙われたドモン! 殺し屋ファイターの必殺剣」 - Nerawareta Domon! Koroshi-ya faitā no hissatsu ken                    | 28 ottobre 1994   |         |
| 29 | 「試合放棄!? 恋にドキドキサイ・サイシー」 - Shiai hōki!? Koi ni dokidokisai saishī                                   | 4 novembre 1994   |         |
| 30 | 「美少女ファイター! デンジャラス・アレンビー」 - Bishōjo faitā! Denjarasu arenbī                                     | 11 novembre 1994  |         |
| 31 | 「ピエロの幻惑! 怒れガンダムマックスター」 - Piero no genwaku! Okore gandamumakkusutā                                | 18 novembre 1994  |         |
| 32 | 「危険な罠! ネロスガンダムの大逆襲」 - Kiken'na wana! Nerosugandamu no dai gyakushū                                  | 25 novembre 1994  |         |
| 33 | 「地獄からの使者! チャップマン復活」 - Jigoku kara no shisha! Chappuman fukkatsu                                     | 2 dicembre 1994   |         |
| 34 | 「立てドモン! 嵐を呼ぶタッグマッチ」 - Tate Domon! Arashi o yobu taggumatchi                                         | 9 dicembre 1994   |         |
| 35 | 「決着の時! 豪熱マシンガンパンチ」 - Ketchaku no toki! Ōsutoraria netsu mashinganpanchi                              | 16 dicembre 1994  |         |
| 36 | 「騎士の誇り! 奪われたガンダムローズ」 - Kishi no hokori! Ubawareta gandamurōzu                                      | 23 dicembre 1994  |         |
| 37 | 「真・流星胡蝶剣! 燃えよドラゴンガンダム」 - Shin ryūsei kochō ken! Moeyo doragongandamu                             | 6 gennaio 1995    |         |
| 38 | 「ドモン対アルゴ！ 突撃ボルトガンダム」 - Domon tai arugo! Totsugeki borutogandamu                                   | 13 gennaio 1995   |         |
| 39 | 「石破天驚拳! 決闘マスター・アジア」 - Sekiha ten kyō ken! Kettō masutā Ajia                                         | 20 gennaio 1995   |         |
| 40 | 「非情のデスマッチ! シュバルツ最終決戦」 - Hijō no desumatchi! Shubarutsu saishū kessen                              | 27 gennaio 1995   |         |
| 41 | 「バトルロイヤル開始! 復活のデビルガンダム」 - Batoruroiyaru kaishi! Fukkatsu no debirugandamu                       | 3 febbraio 1995   |         |
| 42 | 「強襲四天王! ガンダムヘブンズソード」 - Kyōshū shiten'nō! Gandamuhebunzusōdo                                        | 10 febbraio 1995  |         |
| 43 | 「獅王争覇! グランドガンダム迎撃作戦」 - Shishiōsōha! Gurandogandamu geigeki sakusen                                 | 17 febbraio 1995  |         |
| 44 | 「シュバルツ散る! ドモン涙の必殺拳」 - Shubarutsu chiru! Domon namida no hissatsu ken                                | 24 febbraio 1995  |         |
| 45 | 「さらば師匠! マスター・アジア暁に死す」 - Saraba shishō! Masutā Ajia akatsuki ni shisu                              | 3 marzo 1995      |         |
| 46 | 「レインの危機! デビルガンダムふたたび」 - Rein no kiki! Debirugandamu futatabi                                      | 10 marzo 1995     |         |
| 47 | 「デビルコロニー始動! 大進撃シャッフル同盟」 - Debirukoronī shidō! Dai shingeki shaffuru dōmei                       | 17 marzo 1995     |         |
| 48 | 「地球SOS! 出撃ガンダム連合!!」 - Chikyū esuōesu! Shutsugeki Gandamu rengō!!                                         | 24 marzo 1995     |         |
| 49 | 「G（ゴッド）ガンダム大勝利! 希望の未来へレディ・ゴーッ!!」 - G (goddo) Gandamu dai shōri! Kibō no mirai e redi gō!! | 31 marzo 1995     |         |

## Edizioni internazionali
La serie è stata pubblicata anche negli USA con alcuni cambiamenti, in particolare dei nomi di tutti i Mobile Fighter.

## Cameo
Nel combattimento finale della serie fanno la loro comparsa molti robot tratti da altre opere precedenti della saga, tra cui Mobile Suit Gundam, Mobile Suit Z Gundam, Gundam 0083: Stardust Memory, Gundam F91, Mobile Suit Victory Gundam ed il manga Crossbone Gundam. Inoltre, compaiono anche il Wing Gundam della serie Gundam Wing, ancora inedita all'epoca, il Daitarn 3 e lo Zambot 3. Nessuno di essi ha comunque un ruolo particolare, se non quello di venire distrutto come tanti altri nel corso dei combattimenti.

## Manga
La serie è stata trasportata anche in versione cartacea, e l'edizione italiana era uscita a capitoli sulla rivista Game Over edita da Star Comics dall'aprile 1998 al gennaio 2000.